# Iphiona phillipsiae
Iphiona phillipsiae là một loài thực vật có hoa trong họ Cúc. Loài này được (S.Moore) Anderb. mô tả khoa học đầu tiên năm 1985.